# Liste du patrimoine culturel immatériel de l'humanité en Inde
Cet article recense les pratiques inscrites au patrimoine culturel immatériel en Inde.

## Statistiques
L'Inde ratifie la convention pour la sauvegarde du patrimoine culturel immatériel le 9 septembre 2005. La première pratique protégée est inscrite en 2008.
En 2023, l'Inde compte 15 éléments inscrits au patrimoine culturel immatériel, tous sur la liste représentative.

## Listes

### Liste représentative
Les éléments suivants sont inscrits sur la liste représentative du patrimoine culturel immatériel de l'humanité :
| Élément | Type | Subdivision                           | Année | Lien  | Notes | Illus. |
| --- | --- | ------------------------------------- | ----- | ----- | --- | ------ |
| Ramlila, représentation traditionnelle du Ramayana                                                                                          | arts du spectacle |                                       | 2008  | 00110 | |        |
| La tradition du chant védique | arts du spectacle traditions et expressions orales |                                       | 2008  | 00062 | |        |
| Le théâtre sanscrit, Kutiyattam | arts du spectacle | Kerala                                | 2008  | 00010 | |        |
| Le Ramman, festival religieux et théâtre rituel du Garhwal, dans l'Himalaya, en Inde                                                        | pratiques sociales, rituels et événements festifs | Uttarakhand                           | 2009  | 00281 | |        |
| Le Mudiyettu, théâtre rituel et drame dansé du Kerala                                                                                       | arts du spectacle | Kerala                                | 2010  | 00345 | |        |
| Les chants et danses populaires Kalbelia du Rajasthan                                                                                       | arts du spectacle | Rajasthan                             | 2010  | 00340 | |        |
| La danse Chhau | arts du spectacle | Bengale-Occidental, Jharkhand, Odisha | 2010  | 00337 | |        |
| Le chant bouddhique du Ladakh : récitation de textes sacrés bouddhiques dans la région transhimalayenne du Ladakh, Jammu-et-Cachemire, Inde | arts du spectacle traditions et expressions orales | Jammu-et-Cachemire                    | 2012  | 00839 | |        |
| Le sankirtana, chants rituels, tambours et danses du Manipur                                                                                | arts du spectacle | Manipur                               | 2013  | 00843 | |        |
| La fabrication artisanale traditionnelle d'ustensiles en laiton et en cuivre des Thatheras (en) de Jandiala Guru (en), Penjab, Inde         | savoir-faire liés à l’artisanat traditionnel | Pendjab                               | 2014  | 01163 | |        |
| Le yoga | connaissances et pratiques concernant la nature et l’univers |                                       | 2016  | 01163 | |        |
| Nawrouz, Novruz, Nowrouz, Nowrouz, Nawrouz, Nauryz, Nooruz, Nowruz, Navruz, Nevruz, Nowruz, Navruz                                          | pratiques sociales, rituels et événements festifs |                                       | 2016  | 02097 | Partagé avec l'Afghanistan, l'Azerbaïdjan, l'Irak, l'Iran, le Kazakhstan, le Kirghizistan, l'Ouzbékistan, le Pakistan, le Tadjikistan, le Turkménistan et la Turquie Étendu en 2024 à la Mongolie |        |
| La Kumbh Mela | pratiques sociales, rituels et événements festifs | Prayagraj, Haridwar, Nashik, Ujjain   | 2017  | 01258 | |        |
| La Durga Puja à Calcutta | arts du spectacle connaissances et pratiques concernant la nature et l’univers pratiques sociales, rituels et événements festifs savoir-faire liés à l’artisanat traditionnel traditions et expressions orale | Calcutta                              | 2021  | 00703 | |        |
| Le garba du Gujarat | arts du spectacle pratiques sociales, rituels et événements festifs | Gujarat                               | 2023  | 01962 | |        |

### Patrimoine immatériel nécessitant une sauvegarde urgente
L'Inde ne compte aucun élément listé sur la liste du patrimoine immatériel nécessitant une sauvegarde urgente.

### Registre des meilleures pratiques de sauvegarde
L'Inde ne compte aucune pratique listée au registre des meilleures pratiques de sauvegarde.